# Jean Vilar

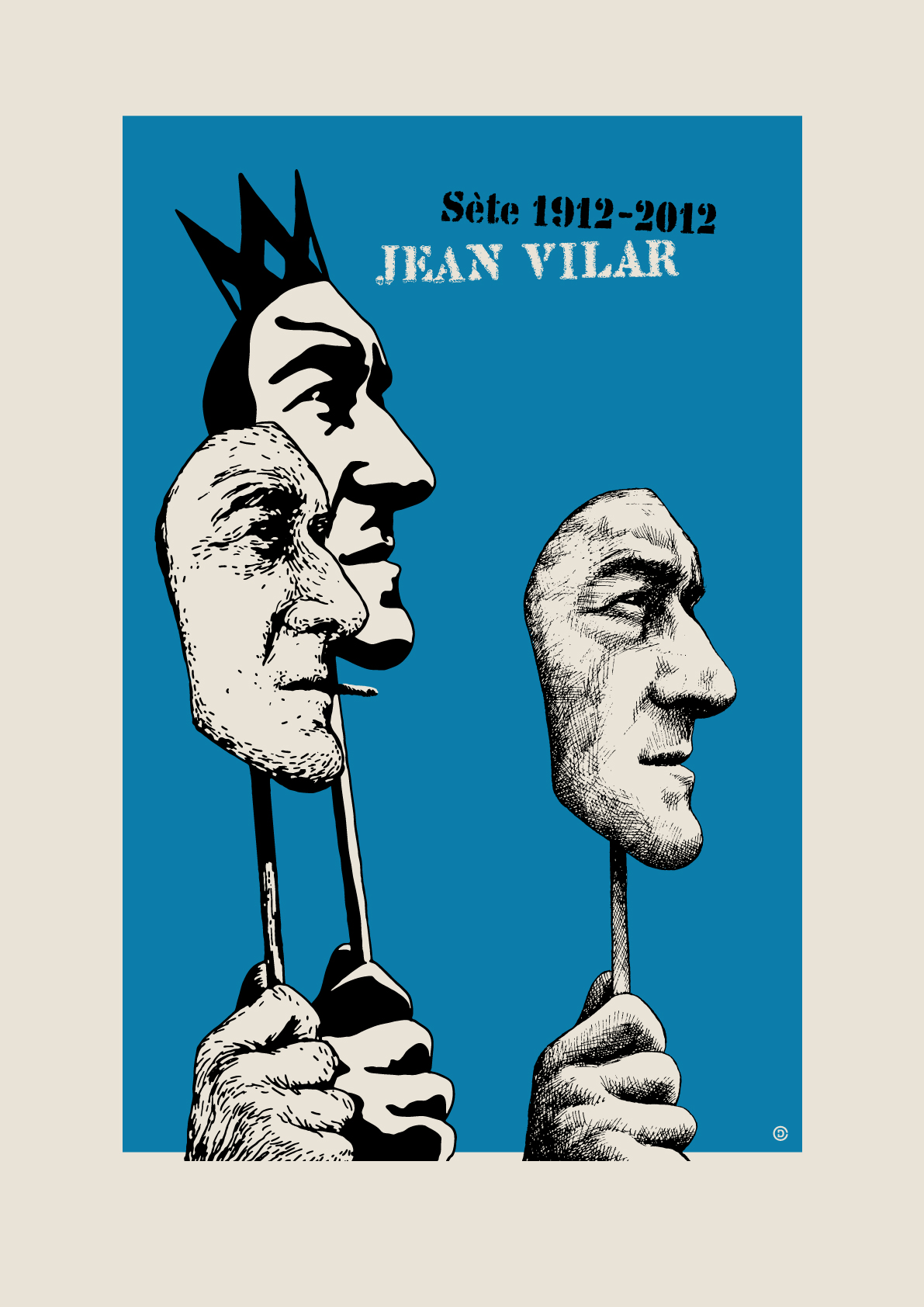
Jean Vilar (1912-2012).

Jean Vilar, född 25 mars 1912 i Sète i Languedoc, Frankrike, död där 28 maj 1971, var en fransk teaterregissör och skådespelare.

## Biografi
Jean Vilar studerade filosofi och fransk litteraturhistoria vid Sorbonneuniversitetet utan att ta examen. 1937 började han studera skådespeleri för Charles Dullin tillsammans med bland andra Jean-Louis Barrault. 1941 är han med och grundar den turnerande teatergruppen Comédiens de la Roulotte. 1943 debuterade han som regissör i Paris med August Strindbergs La Danse de mort (Dödsdansen). Några månader senare sätter han upp Strindbergs La Tempête (Oväder) vilket blir hans stora genombrott som regissör. Inspirerad av framgångarna lämnar han la Roulotte och grundar Compagnie des Sept som hyr in sig på mindre scener i Paris. När han sätter upp Dödsdansen på nytt spelas den över 150 gånger. En andra höjdpunkt för Compagnie des Sept var Vilars uppsättning av T. S. Eliots Meurtre dans la cathédrale (Mordet i katedralen) 1945. 1947 bjuds han in att grunda Avignonfestivalen vars konstnärliga ledare han förblev till sin död. Han inviger den första festivalen med sin uppsättning av William Shakespeares Richard II på påvepalatsets gård i Avignon.
1951 introducerar han Bertolt Brecht för den franska publiken med sin uppsättning av Mère Courage et ses enfants (Mor Courage och hennes barn) med premiär i Suresnes utanför Paris. Samma år utnämns han till chef för den då nergångna Théâtre national populaire (TNP) som under Vilars chefstid håller till i Palais de Chaillot i Paris. Han lyckas engagera flera bemärkta skådespelare med den populära filmstjärnan Gérard Philipe i spetsen. Denne spelade framgångsrikt flera stora huvudroller för Vilar, däribland Rodrique i Pierre Corneilles Le Cid 1951 och tielrollen i Heinrich von Kleists Le Prince de Hombourg (Prins Friedrich von Homburg), två av TNP:s signaturföreställningar med premiär i Avignon. Andra framstående skådespelare vid TNP var María Casares och Jeanne Moreau. Ibland tog Vilar sig an huvudroller själv.
Vilars repertoar bestod av franska och utländska klassiker, ofta ospelade pjäser, samt samtidsdramatik av förutom Eliot och Brecht även bland andra Jean-Paul Sartre. På TNP genomförde Vilar sina radikala visioner om en verklig folkteater som med låga biljettpriser och gruppabonnemang i samarbete med fackföreningarna lockade en arbetarklasspublik som tidigare varit främmande för teatern. På den stora scenen i Chaillotpalatset som kunde ta in 2.500 åskådare rev han ridån. Vilars estetik utmärkte sig genom enkel, naken scenografi men avancerad ljussättning och musik och med fokus på skådespelarna i vackra, färggranna kostymer. Uppsättningarna präglades av klarhet, enkelhet och stora linjer (NE). Efter att han lämnade chefskapet på TNP 1963 fortsatte Vilar att frilansa som regissör och skådespelare. 1955 utvecklade han sina teateridéer i De la tradition théâtrale.